# Earl Ray Tomblin

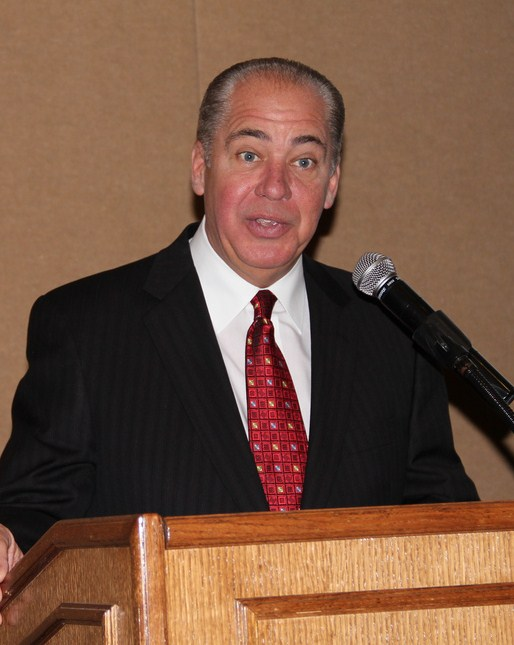
Earl Ray Tomblin

Earl Ray Tomblin (15 de março de 1952) é um político estadunidense do Partido Democrata e atual governador do estado da Virgínia Ocidental. Antes de se tornar governador, Tomblin atuou como presidente do Senado de Virgínia Ocidental por quase 17 anos. Tomblin tornou-se governador interino, em novembro de 2010, após a eleição de Joe Manchin para o Senado dos Estados Unidos. Venceu uma eleição especial em outubro de 2011 para ocupar o final de um mandato não expirado e foi eleito para um primeiro mandato completo como governador em novembro de 2012.